# Tuggen
Tuggen je obec ve švýcarském kantonu Schwyz. Žije zde přibližně 3 300 obyvatel.

## Geografie
Tuggen se nachází v severovýchodní části kantonu Schwyz, v údolní nivě poblíž východního konce jezera Obersee, součásti Curyšského jezera. Na území obce se nachází vrch Buechberg. Po obci bylo pojmenováno již zaniklé jezero Tuggenersee.

## Historie

Letecký pohled (1923)

Podle Walafrida Straba přišli irští misionáři Kolumbán a Gallus (Havel) se svými společníky do Tuggenu kolem roku 610. Šli proti proudu řeky Limmat a podél břehů Curyšského jezera dorazili do vesnice. Zřejmě se zde chtěli usadit, aby obrátili pohanské obyvatelstvo na víru. Brzy však museli uprchnout, protože Gallus vypálil chrámy a obětiny naházel do jezera. Dnes má obec ve znaku svatého Havla. Přibližně do roku 1550 sahalo jezero Tuggenersee až k obci.
Hranici mezi Tuggenem a Curyšským jezerem tvoří zalesněný masiv (Buechberg). Traduje se o něm řada legend a pověstí, například o Černém stínu z Tuggenu, který prý na počátku 12. století lovil lidi v hradním lese. Ve 12. až 13. století se prý ztratilo asi 200 až 300 lidí, kteří již nebyli nalezeni. Černý stín dostal své jméno podle údajných očitých svědků, kteří mohli vyprávět pouze o tom, že v lese viděli temný stín a pak cítili chladné chvění. V noci se prý z hradního lesa ozývaly podivné hlasité zvuky a nikdo nemohl spát. Říká se, že to byly výkřiky pohřešovaných lidí. Od 14. století nebyl z hradního lesa hlášen jediný případ pohřešování; zda od té doby Černý stín zmizel a už se nikdy nevrátí, není jasné.
V urbáři oblasti Churrätien (kolem roku 840) se uvádí kostel v Tuggenu, statek Tuggenried a deset statků a mlýn, které patřily klášteru Pfäfers. Pfäfers byl do roku 1652 pánem na panství v Tuggenu a vlastnil zde statek. Dalšími - často konkurenčními - majiteli panství byly ve vrcholném a pozdním středověku kláštery Einsiedeln, Schänis a Rüti a hrabata z Rapperswilu, rody von Habsburg a von Toggenburg. V letech 1217–1603 vlastnil Einsiedeln také mlýn v Tuggenu (provoz byl ukončen v roce 1952). Spolu s Obermarchem přešel Tuggen v roce 1437 pod svrchovanost Schwyzu.
První kostel byl v Tuggenu postaven v první polovině 7. století. Ve 12. a 13. století tvořil centrum velké farnosti, která zahrnovala Obermarch a Wägital. V roce 1116 je zmiňován jako kostel Panny Marie a v roce 1345 s patrony Marií, Kateřinou a Viktorem. Od 17. století je zasvěcen svatému Erhardovi. V letech 1733–1743 byl přestavěn. V roce 1399 bylo založeno kaplanství svaté Kateřiny a v roce 1515 byla farnost pojmenována po svatém Viktoru a svatém Vendelínovi. Oddělování filiálek, které se staly samostatnými farními kostely, začalo v 8./9. století u Wangenu; následoval Reichenburg v roce 1498, Schübelbach v roce 1536 a Wägital před rokem 1568. Reformní snahy v Tuggenu byly po roce 1536 potlačeny Schwyzem. Po vykoupení se z područí Pfäfersu v roce 1652 získali farníci patronátní právo.

## Obyvatelstvo
| Vývoj počtu obyvatel | Vývoj počtu obyvatel | Vývoj počtu obyvatel | Vývoj počtu obyvatel | Vývoj počtu obyvatel | Vývoj počtu obyvatel | Vývoj počtu obyvatel | Vývoj počtu obyvatel | Vývoj počtu obyvatel | Vývoj počtu obyvatel | Vývoj počtu obyvatel | Vývoj počtu obyvatel | Vývoj počtu obyvatel |
| -------------------- | -------------------- | -------------------- | -------------------- | -------------------- | -------------------- | -------------------- | -------------------- | -------------------- | -------------------- | -------------------- | -------------------- | -------------------- |
| Rok                  | 1743                 | 1799                 | 1850                 | 1900                 | 1950                 | 1960                 | 1970                 | 1980                 | 1990                 | 2000                 | 2005                 |                      |
| Počet obyvatel       | 525                  | 700                  | 1161                 | 1060                 | 1409                 | 1551                 | 1851                 | 1914                 | 2220                 | 2682                 | 2671                 |                      |

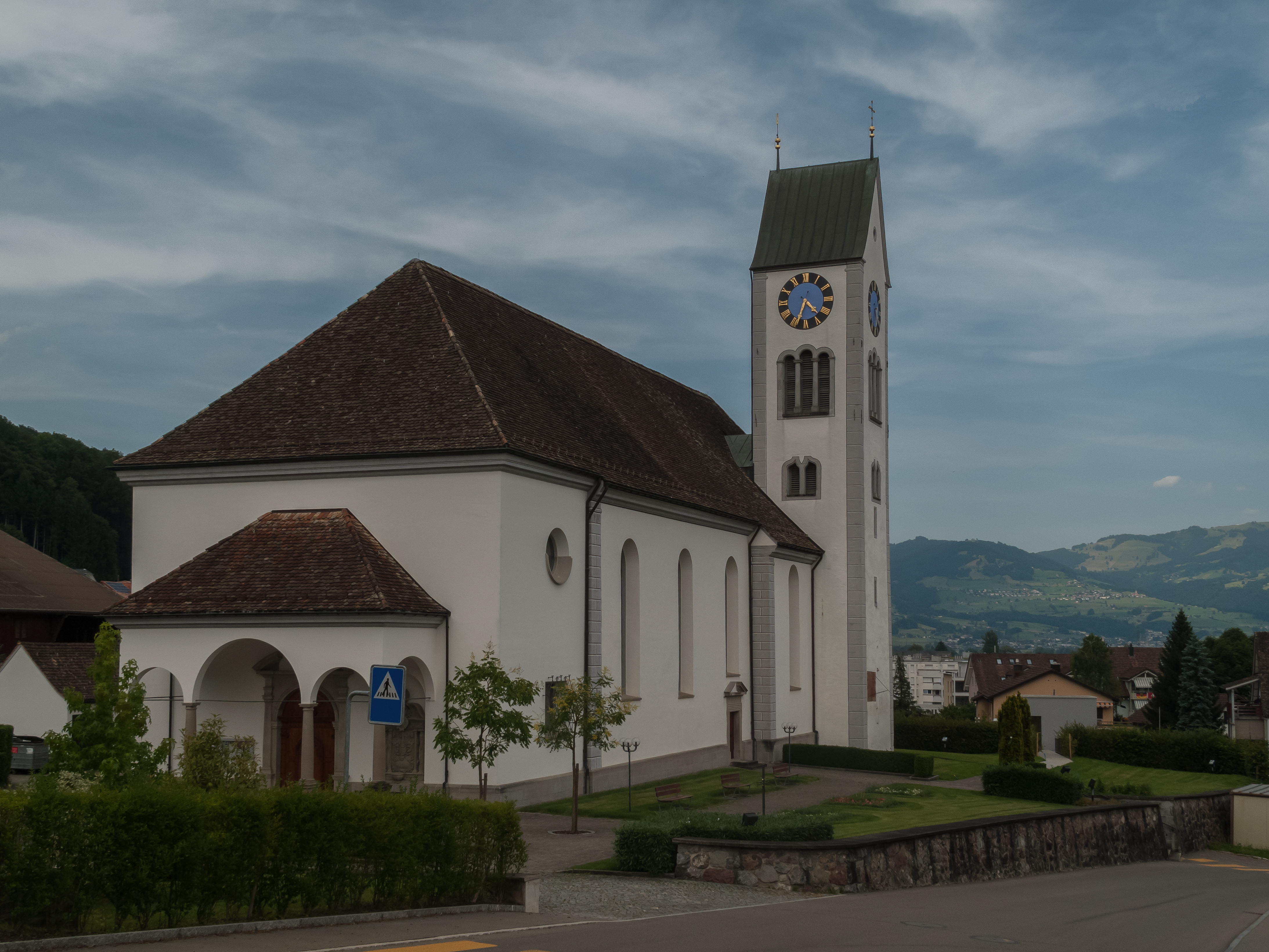
Kostel

Většina obyvatel (k roku 2000) hovoří německy (90,1 %), druhá nejčastější je italština (2,5 %) a třetí srbochorvatština (1,8 %).

## Hospodářství a doprava

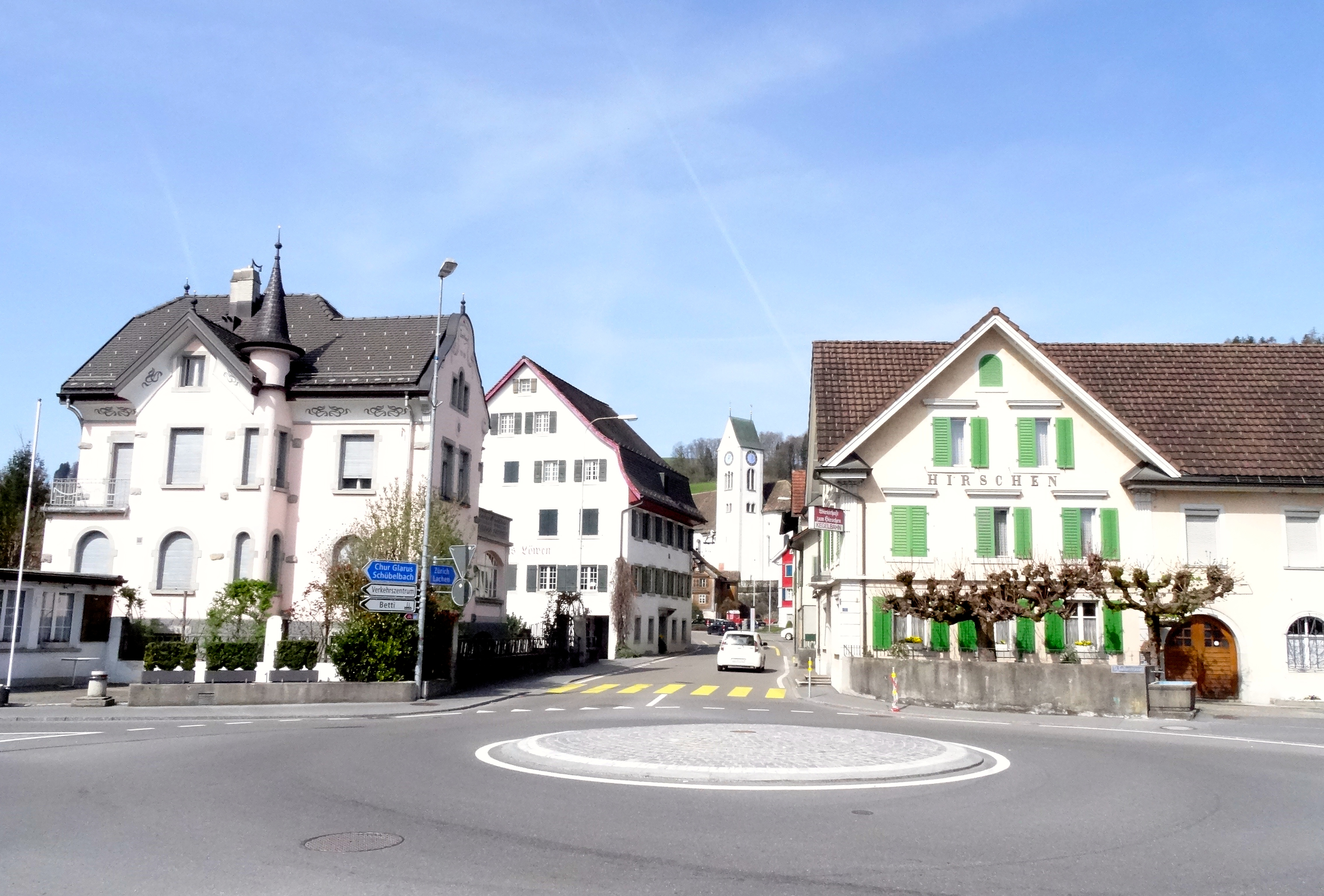
Centrum obce

V zemědělské obci, kde se od 16. století až do počátku 20. století pěstovala také vinná réva, vznikl od roku 1872 textilní průmysl se strojním a ručním vyšíváním; následovala soustružna a firmy na výrobu dřevěného a čalouněného nábytku. V roce 1948 založil Albin Huber továrnu na výrobu světel Tulux, která se zabývá výrobou a prodejem svítidel a je v 21. století největším zaměstnavatelem v obci. V letech 1957 až 2005 vyráběla továrna na lehací nábytek Bamert vkládací rámy pro výrobce matrací Bico. V letech 1925 až 1928 se zde neúspěšně hledala ropa.
V roce 1608 nechal Schwyz postavit stanoviště na tzv. říšské silnici. Lodní doprava zajišťovala dopravní obsluhu těžby pískovce na Buechbergu. Na výstavbu Linthského kanálu, otevřeného v roce 1816, navázala v první polovině 19. století nová trasa kantonální silnice Lachen–Grinau. Přímé napojení na dálnici A3, která spojuje město Curych s Churem a která byla otevřena v roce 1973, získal Tuggen v roce 1977 prostřednictvím přivaděče od Schmerikonu.